# Шомон-ле-Буа
Шомо́н-ле-Буа́ (фр. Chaumont-le-Bois) — коммуна во Франции, находится в регионе Бургундия. Департамент коммуны — Кот-д’Ор. Входит в состав кантона Шатийон-сюр-Сен. Округ коммуны — Монбар.
Код INSEE коммуны — 21161.

## Население
Население коммуны на 2010 год составляло 85 человек.
| 1962 | 1968 | 1975 | 1982 | 1990 | 1999 | 2010 |
| ---- | ---- | ---- | ---- | ---- | ---- | ---- |
| 109  | 118  | 82   | 68   | 74   | 98   | 85   |

## Экономика
В 2010 году среди 56 человек трудоспособного возраста (15—64 лет) 41 были экономически активными, 15 — неактивными (показатель активности — 73,2 %, в 1999 году было 68,4 %). Из 41 активных жителей работали 38 человек (23 мужчины и 15 женщин), безработных было 3 (2 мужчин и 1 женщина). Среди 15 неактивных 5 человек были учениками или студентами, 8 — пенсионерами, 2 были неактивными по другим причинам.